# Église Saint-Laurent d'Aubenas
L'église Saint-Laurent est une église située en France sur la commune d'Aubenas, dans le département de l'Ardèche en région Rhône-Alpes.
Elle fait l’objet d'une inscription au titre des monuments historiques depuis le 13 décembre 1977.

## Localisation
L'église est située sur la commune d'Aubenas, dans le département français de l'Ardèche.

## Description
L'église Saint-Laurent d'Aubenas est construite au cœur de la vieille-ville. Elle est presque entièrement enclavée dans des constructions environnantes. Sa façade d'entrée butte brutalement sur la rue sans réel parvis, sans non plus s'annoncer comme la plupart des édifices de son importance. Un second portail latéral est si discret qu'on passe devant sans le voir. On pourrait penser une entrée d'immeuble anodin. Seul une petite statue de la Vierge au-dessus du portail annonce la vocation du lieu.
La façade principale, de style néo-roman du XIXe siècle, reprend les canons esthétique de l'architecture romane sans fioriture ni interprétation fantaisiste. L'intérieur de l'église est très sombre car elle est enserrée de constructions sur les côtés, ainsi seuls des vitraux en partie haute de la nef apportent un peu de clarté. 
Le chœur comprend de riches stalles et retables de style baroque provenant de l'ancienne chapelle du collège des jésuites de la ville, détruite au début du XXe siècle. L'ensemble de ces éléments est en bois sombre laissé à nu sans stucs ni dorures. 
De fines et délicates tribunes filent entre les imposants piliers qui soutiennent la lourde voûte à croisée d'ogives. 
L'atmosphère est propice au recueillement ou simplement pour venir y chercher un peu de quiétude et de fraîcheur après une visite de la ville mouvementée durant un été caniculaire.
L'église est ouverte tous les jours et la visite libre et gratuite.

## Protection
L'édifice est inscrit au titre des monuments historiques en 1977.

## Galerie de photos

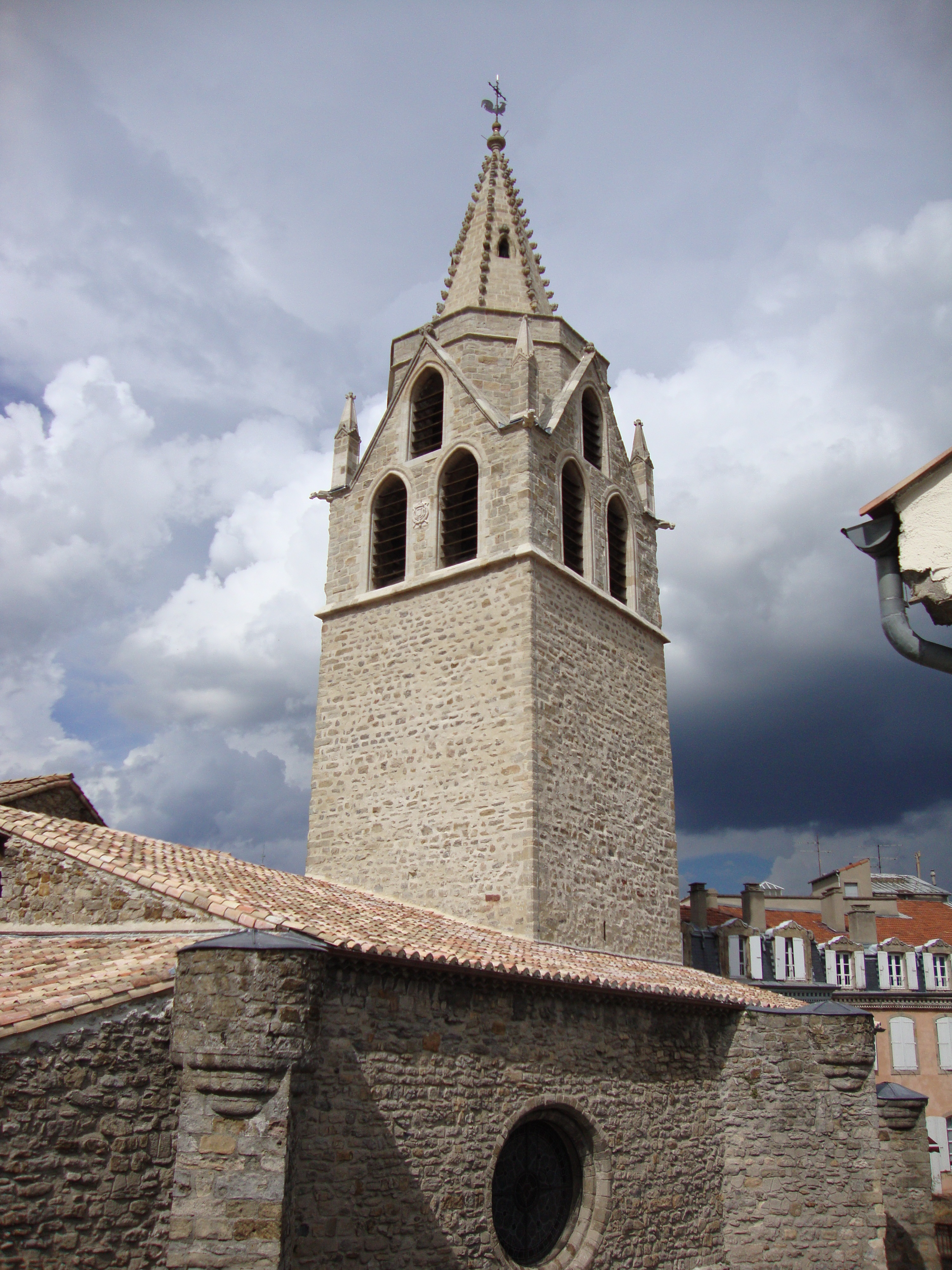
L'église Saint-Laurent, la tour.
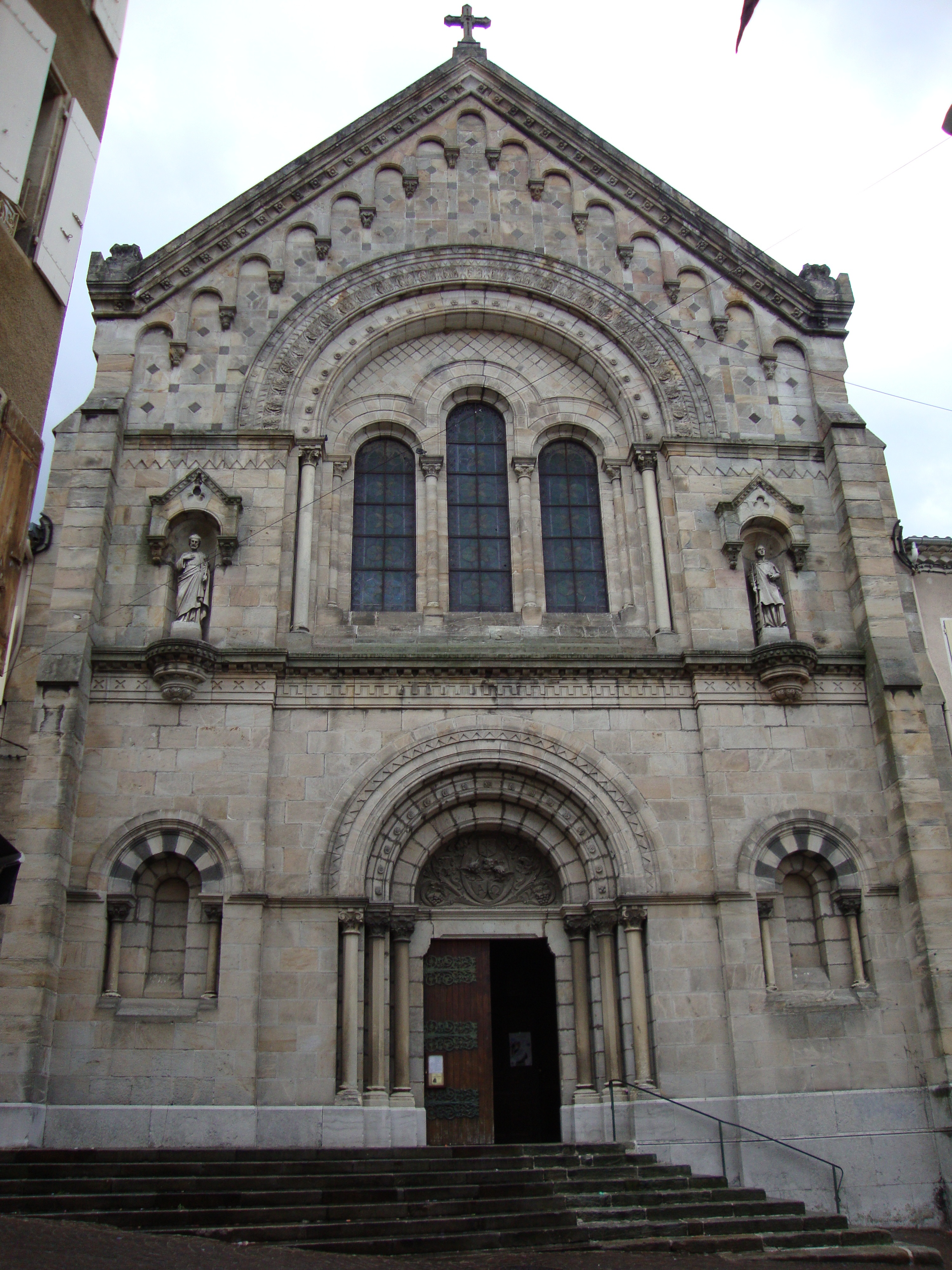
L'église Saint-Laurent, façade.
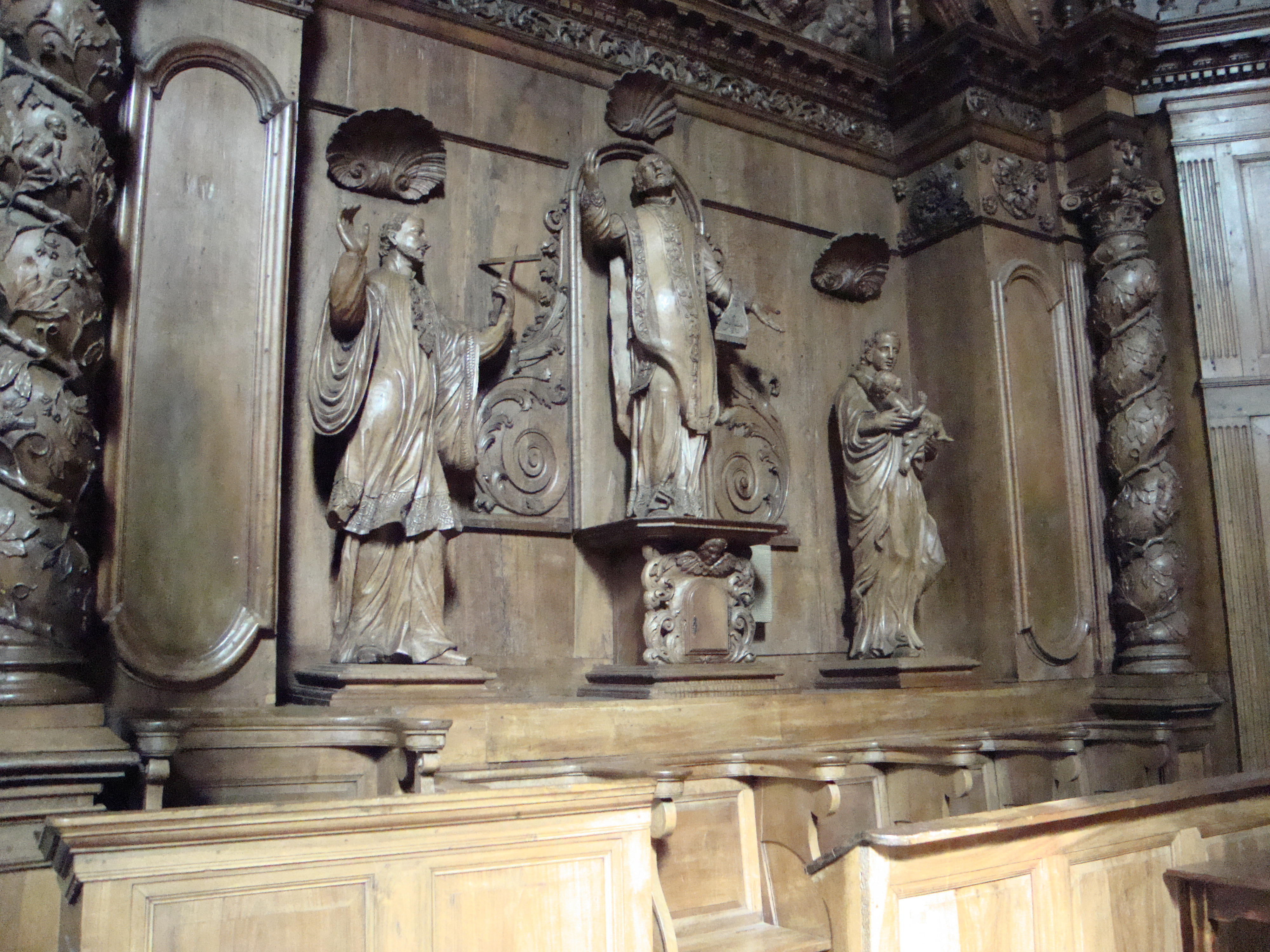
L'église Saint-Laurent, boiseries.
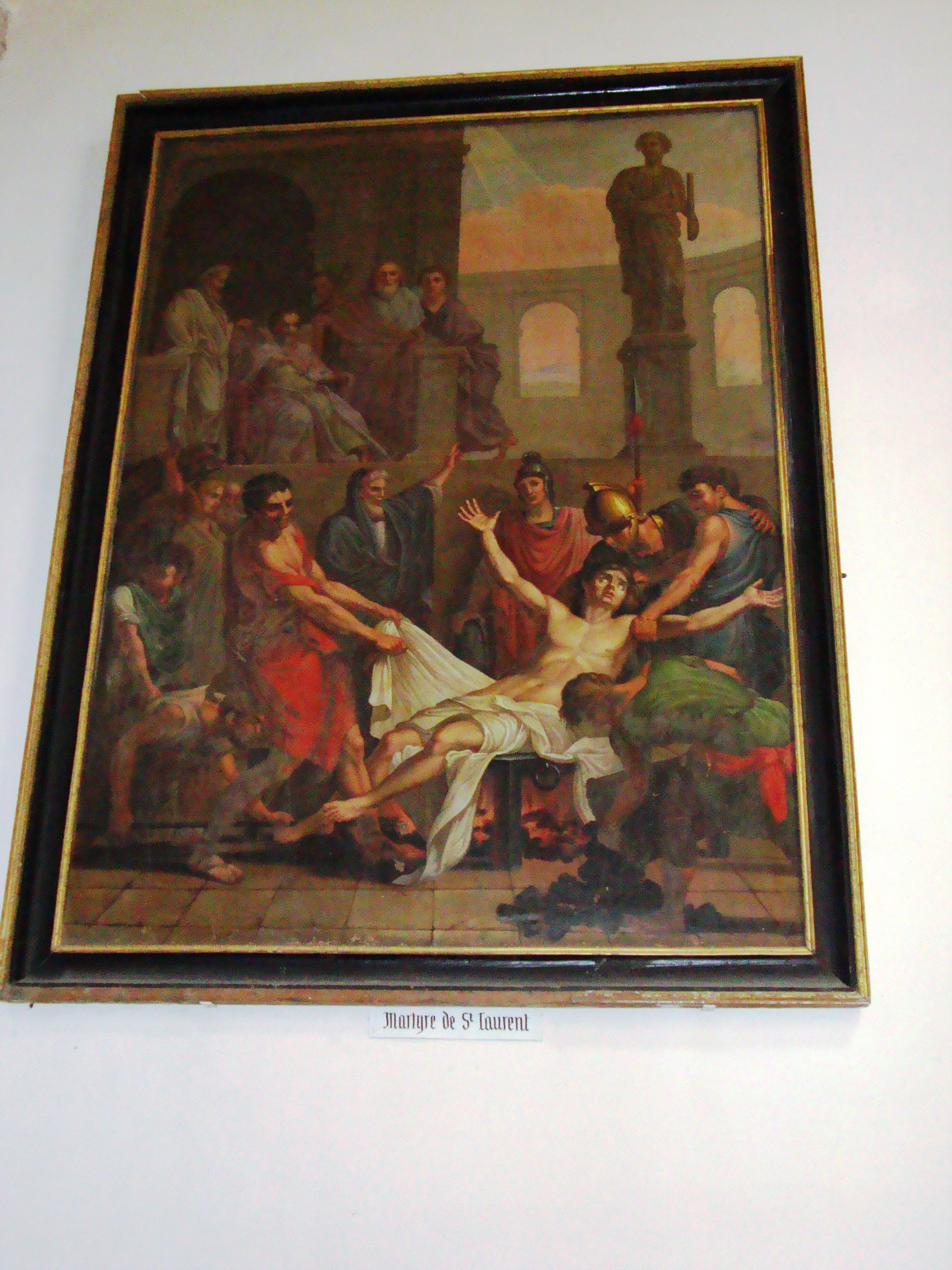
L'église Saint-Laurent, tableau : le martyre de saint Laurent.